# Felix Owusu-Adjapong
Felix Kwasi Owusu-Adjapong (* 13. Februar 1944; † 4. Oktober 2023) war ein ghanaischer Politiker und Jurist. In der Regierung von John Agyekum Kufuor war er zwischen April 2003 und dem 31. Juli 2007 Minister für parlamentarische Angelegenheiten (Minister for Parliamentary Affairs). Aus diesem Amt trat er freiwillig zurück, um der Partei New Patriotic Party (NPP) bei den Präsidentschaftswahlen 2008 als Kandidat zur Verfügung zu stehen.

## Ausbildung
Owusu-Agjapong studierte an der Kwame Nkrumah Universität für Wissenschaft und Technik (Kwame Nkrumah University of Science and Technology) in Kumasi. Im Jahr 1970 schloss er sein Studium mit dem Abschluss in Land Economy ab und wechselte an das Boucetrum Institute in Rotterdam in den Niederlanden. Hier schloss er seine Studien mit dem Diplom in Bauwesen, Planung und Gebäudetechnik (Housing, Planning and Building) ab. Weitere Studien unternahm er in Großbritannien an der Universität von Reading, die er mit dem Master in Urban Land Appraisal abschloss. Zurück in Ghana besuchte er die Ghana Law School in Accra mit dem Abschluss in Rechtswissenschaften. Zwischen Januar 1977 und März 1977 besuchte er den zweiten Kurs in Planung und Management am Institut für Management und öffentliche Verwaltung (Ghana Institute for Management and Public Administration) in Achimota, Accra.

## Karriere
Owusu-Adjapong war für den Wahlkreis Akyem Swedru ins Parlament Ghanas eingezogen.
Im Februar 2001 wurde er in der ersten Amtszeit von Präsident John Agyekum Kufuor Minister für Verkehr und Kommunikation. Zwischen 2002 und März 2003 war er Minister für Kommunikations und Technologie und zwischen April 2003 und dem 31. Juli 2007 hatte er den Posten des Ministers für Parlamentarische Angelegenheiten, nunmehr während der zweiten und letzten Amtszeit des Präsidenten Kufuor, inne. Zum 31. Juli 2007 trat er freiwillig aus dem Amt zurück, um als Präsidentschaftskandidat seiner Partei NPP zur Verfügung zu stehen. Amtsnachfolger im Ministerium für Parlamentarische Angelegenheiten wurde Abraham Osei Aidoo.